# Александар Гилић
Александар Гилић (рођен 28. новембра 1969. године у Сомбору) је бивши српски и југословенски кошаркаш. Играо је на позицији центра за велики број клубова у региону.

## Каријера
Александар Гилић је поникао у млађим категоријама Црвене звезде и 1988. је по први пут наступио и за сениорски тим. После једногодишњих игара за РТМ и Раднички поново се враћа у Звезду и са њом осваја титулу првака Југославије 1994. године. За Црвену звезду је играо до 1996. године и укупно одиграо 111 утакмица и постигао 1151 поена.
Након једне сезоне проведене у Подгоричкој Будућности, враћа се у Београд али у редове Партизана. Након тога одлази пут иностранства. Прво одлази у Словенију и потписује уговорза Пивоварну.  После само једне сезоне одлази у Израел где игра за Хапоел из Јерусалима), па онда у Немачку где наступа за Бамберг  Инострану каријеру завршава на Кипру где је играо за Енгомис. При крају своје каријере још једном се враћа у Раднички.